# The Barbarian and the Troll
The Barbarian and the Troll (no Brasil como A Bárbara e o Troll) é uma série de televisão americana criado por Mike Mitchell e Drew Massey e foi exibida na Nickelodeon em 2 de abril e 25 de junho de 2021.
No Brasil, a série foi exibida na Nickelodeon Brasil em 12 de fevereiro e 14 de maio de 2022.

## Premissa
Na terra de Gothmoria, Brendar é uma princesa guerreira feroz em uma missão para vingar um ataque à sua família. Ela encontra aventura quando conhece Evan, um espirituoso troll da ponte em busca de emoção e um lugar para tocar suas músicas. Eles se unem para salvar seu reino e realizar seus sonhos. Brendar e Evan logo se juntam em sua busca por Horus, o mago, sua filha Stacey, que foi transformada em uma coruja, e o machado encantado de Horus.

## Elenco
- Spencer Grammer como a voz de Brendar, um guerreiro bárbaro em uma missão para matar o demônio que matou sua mãe e levou embora seu irmão mais novo.
- Drew Massey como Evan, um príncipe troll que se junta ao grupo de busca de Brendar para seguir seu sonho e se tornar um bardo.

Outros elencos creditados incluem Colleen Smith, Allan Trautman, Sarah Sarang Oh, Peggy Etra, James Murray, Nicolette Santino, Jeny Cassady e Gina Yashere.

## Produção
A série, então intitulada Brendar the Barbarian, foi anunciada oficialmente em 23 de setembro de 2020, com a produção prevista para começar no final de 2020. Foi filmado em Vancouver, British Columbia, Canadá.  Spencer Grammer foi escalado como a voz de Brendar com os marionetistas consistindo de Drew Massey, Colleen Smith, Allan Trautman, Sarah Sarang Oh, Nicolette Santino, Peggy Etra, James Murray e Jeny Cassidy. Phil LaMarr e Gina Yashere foram confirmados para fornecer vozes com o primeiro sendo escalado como a voz de um cavaleiro chamado Steve.

## Episódios
| #  | Títulos                             | Direção       | Escrito por                                                                     | Data de exibição    |
| -- | ----------------------------------- | ------------- | ------------------------------------------------------------------------------- | ------------------- |
| 1  | "Brendar the Barbarian"             | Mike Mitchell | Mike Mitchell & Drew Massey                                                     | 2 de abril de 2021  |
| 2  | "Off to See the Wizard"             | Mike Mitchell | Mike Mitchell & Drew Massey                                                     | 9 de abril de 2021  |
| 3  | "Blood, Sweat & Fears"              | Mike Mitchell | Jenn Lloyd & Kevin Bonani                                                       | 16 de abril de 2021 |
| 4  | "Season of the Witch"               | Mike Mitchell | História por: Mike Mitchell Teleplay: Jess Pineda & Mike Mitchell               | 23 de abril de 2021 |
| 5  | "My Sharon-Ah"                      | Mike Mitchell | História por: Mike Mitchell Teleplay: Mike Mitchell & Eileen Conn               | 30 de abril de 2021 |
| 6  | "Parents Just Don't Understand"     | Paul Fox      | História por: Mike Mitchell Teleplay: Mike Mitchell & Jenn Lloyd & Kevin Bonani | 7 de maio de 2021   |
| 7  | "When Dragons Cry"                  | Paul Fox      | Jess Pineda                                                                     | 14 de maio de 2021  |
| 8  | "Mapmaker, Mapmaker, Make Me a Map" | Craig Wallace | Jenn Lloyd & Kevin Bonani                                                       | 21 de maio de 2021  |
| 9  | "Ice Ice Baby"                      | Craig Wallace | Eileen Conn                                                                     | 28 de maio de 2021  |
| 10 | "Pictures of Boo"                   | Melanie Orr   | Jess Pineda                                                                     | 4 de junho de 2021  |
| 11 | "I Will Survive"                    | Melanie Orr   | Jenn Lloyd & Kevin Bonani                                                       | 11 de junho de 2021 |
| 12 | "The Queen Is Back"                 | Aleysa Young  | Eileen Conn                                                                     | 18 de junho de 2021 |
| 13 | "Come Together"                     | Aleysa Young  | Mike Mitchell & Drew Massey                                                     | 25 de junho de 2021 |